# Kenyeres Zoltán
Kenyeres Zoltán (Budapest, 1939. január 17. –) Széchenyi-díjas irodalomtörténész, kritikus, egyetemi tanár, az irodalomtudományok akadémiai doktora. Az ELTE Bölcsészettudományi Kar Irodalomtudományi Doktori Iskola törzstagja. Kutatási területe a 20. századi modern magyar irodalom, az irodalmi gondolkodás és a líratörténet.

## Életútja
Kenyeres Imre és Kenyeres (Bolgár) Ágnes fia, mindkét szülője irodalommal foglalkozott. Felsőfokú tanulmányokat az Eötvös Loránd Tudományegyetem Bölcsészettudományi Kar (mai: Angol–Amerikai Intézet) magyar–angol szakán folytatott. A magyar szakon Bóka László figyelt fel tehetségére. 1962-ben vette kézhez középiskolai tanári diplomáját. A Kossuth Kiadó szerkesztőségében dolgozott két évig (1962–64). 1964-ben bekerült az MTA Irodalomtudományi Intézetébe munkatársnak. 1967–71 közt az intézetben szerkesztett Kritika című hetilap szerkesztőségének tagja. 1972–74 közt az intézet értéktudományi csoportját vezette, 1974–81-ig az intézet tudományos titkáraként működött. 1975-től szerkesztette a Látóhatár c. folyóiratot annak megszűnéséig, 1992-ig.
Felesége Becz Judit magyar–angol–olasz szakos tanárnő, két fia Kenyeres János (egyetemi docens) László (jogász), négy unokája, Ádám, Bence, Anna, Szonja.
1981-ben az Eötvös Loránd Tudományegyetemre ment 20. századi magyar irodalmat tanítani a XX. Századi Magyar Irodalomtörténeti Tanszékre docensi beosztásba. 1986-ban védte meg doktori disszertációját, az irodalom- és a kultúra tudomány MTA doktora címet nyerte el. 1988-ban nevezték ki egyetemi tanárnak. 1999-től Széchenyi Professzori Ösztöndíjban részesült. Az ELTE BTK Magyar Irodalomtörténeti Intézetének igazgatója (1992–2004). A Modern Magyar Irodalomtörténeti Tanszék vezetője (1994–2004). Az ELTE Doktori Iskolában 50 hallgató témavezetését vállalta, közülük 2011-ig 21 fő érte el a PhD fokozatot.
2004-ben, 65. születésnapja alkalmából emlékkönyvet adtak ki tiszteletére pályatársai és író barátai (Rónay László, Tarján Tamás, Weöres Sándor, Lator László, Juhász Ferenc, Hubay Miklós, Esterházy Péter, Tandori Dezső, Schein Gábor, L. Simon László). A kötet végén 2004-ig közreadott irodalmi munkáinak bibliográfiáját közlik, amelyet Buda Attila állított össze.

## Kötetei (válogatás)[2]
- Gondolkodó irodalom. Budapest, Szépirodalmi, 1974, 472 p. (tanulmányok a modern irodalom köréből)
- A lélek fényűzése. Budapest, Szépirodalmi, 1983, 490 p. (tanulmányok a 19. és 20. századi irodalom köréből)
- Tündérsíp. Budapest, Szépirodalmi, 1983, 354 p. (monográfia Weöres Sándor költészetéről)
- Irodalom, történet, írás. Budapest, Anonymus, 1995, 343 p. (tanulmányok a magyar irodalomtudomány történetéről a kezdetektől máig)
- Ady Endre. Budapest, Korona, 1998, 199 p. (monográfia)
- Etika és esztétizmus. Tanulmányok a Nyugat koráról, Budapest, Anonymus, 2001, 244 p.
- Korok, pályák, művek. Válogatott tanulmányok, Budapest, Akadémiai, 2004, 405 p.
- Ady Endre és akiknek nem kell. Töredékek. in:  A hajnal frissessége. Esszék, tanulmányok, versek Láng Gusztáv tiszteletére, szerk. Fűzfa Balázs, Szombathely, Savaria University Press, 2006, 192-196.
- Megtörtént szövegek. Esszék, tanulmányok a 20. századi magyar irodalomról; Akadémiai, Bp., 2010
- Pár percesek. Fogalmak, könyvek, kortársak; Savaria University Press, Szombathely, 2012 (Kézjegy)
- Weöres Sándor; Kossuth, Budapest, 2013

## Tudományos tisztségei
- Nemzeti Kulturális Alap folyóirat-kuratóriumának tagja;
- Az Irodalomtörténet és a Vigilia szerkesztőbizottsági tagja;
- Az MTA I. Osztály mellett működő Irodalomtudományi Bizottságnak tagja;
- A Magyar Akkreditációs Bizottság Irodalmi és Néprajzi Szakbizottságának tagja.

## Társasági tagság
- Magyar Irodalomtörténeti Társaság (vezetőségi tag)

## Díjai, elismerései
- József Attila-díj (1978)
- Komlós Aladár-díj (1995)
- Széchenyi-díj (2008)
- Eötvös József-koszorú (2009)